# PGC 213580
LEDA/PGC 213580 ist eine Galaxie im Sternbild Großer Bär am Nordsternhimmel. Sie ist schätzungsweise 589 Millionen Lichtjahre von der Milchstraße entfernt und hat einen Durchmesser von Lichtjahren. In ihrer optischen Nähe befindet sich die Galaxie PGC 26007.